# Wallmapu

Mapa dos territórios que os Mapuche habitavam em graus variáveis e em momentos diferentes no Cone Sul da América do Sul, sobreposto a um mapa político actual. Baseia-se nos últimos estudos arqueológicos, linguísticos e historiográficos, bem como na tradição mapuche e na actual proclamação mapuche.

Wall Mapu, Wallmapu ou Wajmapu (em Mapudungun: wall mapu, "a terra ao redor") é o nome dado por grupos indigenistas a territórios que cultural, geográfica e histórica havia sido habitado em diversos graus os do Cone Sul da América por tribos mapuche: desde o rio Mapocho pelo norte até ao arquipélago do Chiloé ao sul - à margem sub-oriental do Oceano Pacífico - e desde a latitude sul de Buenos Aires até a Patagônia - na margem sub-ocidental do Oceano Atlântico. A parte argentina é chamada Puelmapu ou Puwel Mapu, enquanto a chilena é Gulumapu ou Gülu Mapu.
O historiador chileno Cristóbal García Huidobro afirma que: "a terminologia ‘Wallmapu’ não é relativamente antiga, mas sim mais nova. Surge, até onde se sabe, de um movimento revisionista, no início da década de 1990 (...) fazem um reestudo e um revisionismo da identidade, da língua, assim como dos símbolos que representariam o povo Mapuche (...) não é uma questão histórica propriamente dita, não vem da cultura ancestral do povo Mapuche que nunca percebeu seu território como um lugar particularmente definido".
O próprio termo ganhou mais notoriedade nos anos 2000, 2010 e 2020 com a intensificação do conflito na Araucanía. O termo não era utilizado na historiografia tradicional de perspectiva colonial e eurocentrica,  utilizando-se antes destas décadas mais frequentemente a referência para região como Arauco ou Araucanía. 
Críticas surgiram sobre o uso pela comunidade Mapuche da designação Wall Mapu, o que denota a preocupação de grupos de interesse que veem com preocupação a mobilização de um movimento transfronteiriço que busca unificar a comunidade em busca de mais autonomia.   
Buscaram deslegitimar o uso de tal concepção alegando ser o termo Wall Mapu relativamente novo (para fins meramente políticos) e não ter origem na cultura ancestral do povo Mapuche. 
Diante destas críticas que provinham de representantes de grupos políticos interessados, (e que expressam uma opinião minoritária) o Departamento de História da Universidade de Santiago do Chile, (USACH) se manifestou explicando  que a expressão Wallmapu está ancorada na ancestralidade Mapuche, no conhecimento (kimün) dos velhos e nas mulheres e no peso da reflexão coletiva ou Ngulan. Falou-se também de Woyontu Mapu (todas as terras juntas) (José Millalén Paillal, A sociedade mapuche pré-hispânica, 2006).
Um dos principais argumentos utlizados pelos críticos é o fato de não ser encontrada tal designação em documentos coloniais da época, alegação que foi rebatida pela universidade ao destacar que a história e a memória dos povos indígenas não são necessariamente encontradas em documentos e arquivos coloniais, (os quais sempre expressaram o ponto de vista do branco colonizador). Um nome específico, como 'Mapuche' ou 'Wallmapu', não necessariamente será encontrado em documentos de colonização espanhola ou chilena.

## Etimologia e origem do nome

Bandeira Wenufoye criada em 1992 pela organização indígena chamada Conselho de Todas as Terras; principal símbolo do movimento de autonomia mapuche, no Chile (principalmente) e na Argentina.

Wall significa em Mapudungun "em redor", "em redor" ou "em redor" e Mapu "terra" ou "território", portanto, Wallmapu significa "em redor da terra" ou "território em redor". A parede, como uma ideia esférica circundante, os lábios ou bordos do mapu são reconfigurados em relação à winka. Esta nova forma expressa no discurso implica uma série de medidas que rompem com os sistemas epistémicos e os levam a mudar o seu significado e, portanto, as suas concepções territoriais.
A partir da fundação nos anos 90 do Consejo de Todas las Tierras no seu nome Mapudungun, Aukiñ Wallmapu Ngulam, o termo Wallmapu passa ganhar notoriedade fora do âmbito da comunidade Mapuche. 
O grupo caracterizou-se pelo seu revisionismo histórico e pela sua posição política em oposição aos interesses do Estado chileno na região, especialmente nos slogans ligados à "recuperação dos territórios ancestrais" e "à autonomia territorial política do povo mapuche", bem como por ter liderado o processo de criação da bandeira Wenufoye em 1992. A partir de 2005, o termo foi também promovido pelo partido nacionalista mapuche Wallmapuwen.

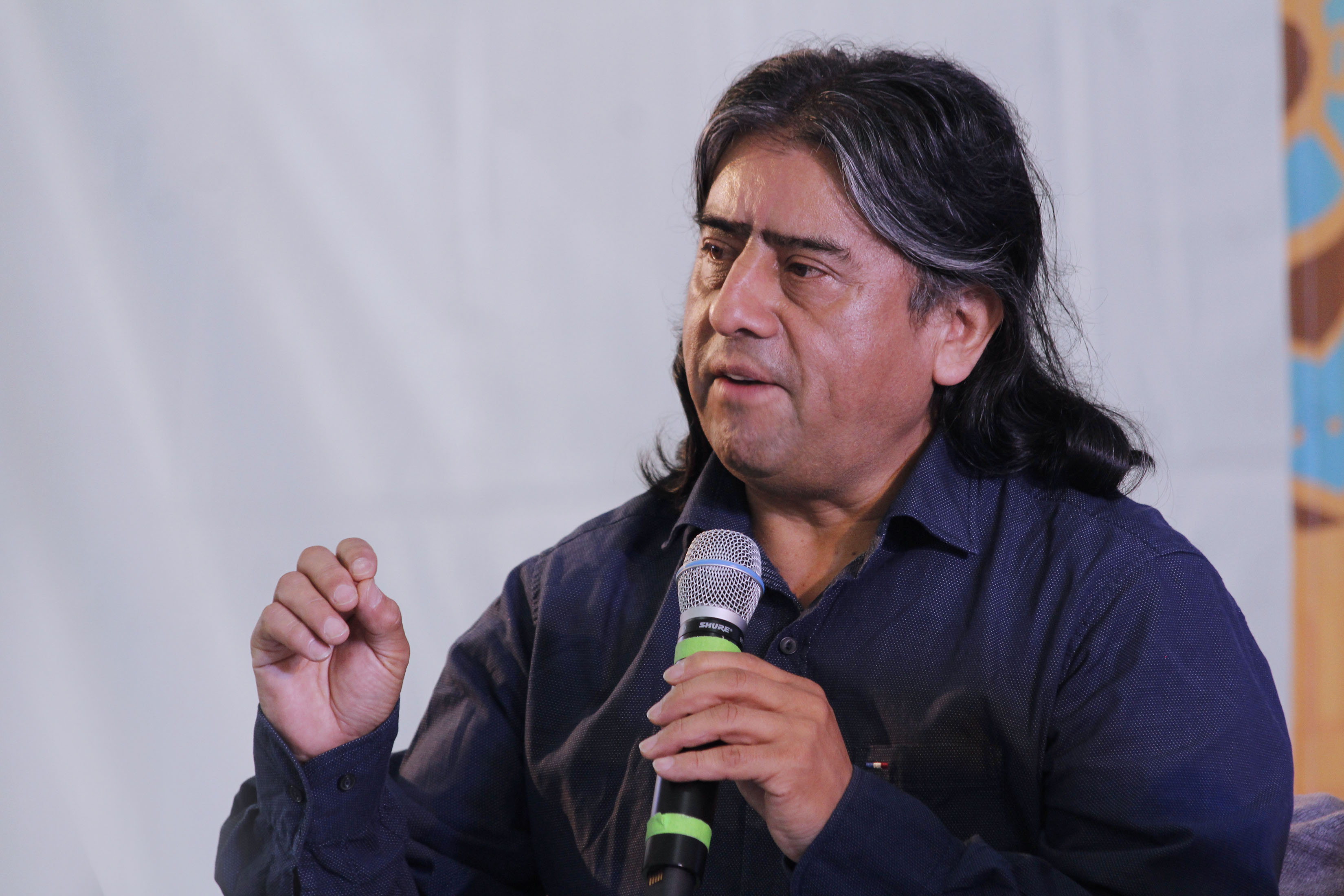
Aucán Huilcaman, renomado ideólogo indígena.

O Conselho conseguiu reforçar a noção de autodeterminação através de um longo desenvolvimento ideológico levado a cabo por vários intelectuais. Paralelamente ao Conselho, no final de 1989, vários grupos iniciaram apreensões de terras em Lumaco e outras áreas. 
Enquanto a transição para a democracia estava a ser consolidada nas cidades, um projecto político estava a tomar forma nos campos indígenas do sul, que os próprios líderes chamavam "a reconstrução da Wallmapu", e que foi ignorado pela classe política chilena.
A construção da central hidroeléctrica de Ralco, que ocupou os cemitérios das comunidades indígenas, marcou um ponto de viragem nas relações entre as comunidades mapuche e o Estado chileno, levando à radicalização do movimento autonomista e à formação do Comité Coordenador Arauco-Malleco em 1997, após a queima de três camiões pertencentes à Arauco Forestal, que iniciou o conflito na Araucanía. O evento marcou um ponto de viragem no desenvolvimento do "Movimiento Político Autonomista Mapuche" (Movimento Político Autónomo Mapuche) e tem sido objecto de muita discussão entre os intelectuais mapuches.
O CAM define-se como anti-capitalista e declara-se "em resistência contra o neoliberalismo" e busca recuperar terras que alegam ter sido usurpadas durante a ocupação militar e que estão nas mãos de grandes proprietários de terras e indústrias extractivas, e é nestes locais que procuram exercer o controlo territorial, que consideram como o "eixo da autodeterminação e do desenvolvimento integral do militante indígena". Os líderes do CAM (como Héctor Llaitul) são uma geração mais tarde do que os fundadores do Consejo de Todas las Tierras (como Aucán Huilcamán), mais separatistas ou "nacionalistas" e dispostos a ocupar os territórios de facto para construir a "Nação Mapuche".
Existe actualmente um conflito entre vários grupos mapuches e os estados chileno e argentino. O foco principal das exigências destes grupos são as terras ancestrais mapuche que lhes foram retiradas nas campanhas conhecidas como a Pacificação da Araucanía e a Conquista do Deserto.

## Descrição

### Meli Witran Mapu
Ao contrário do costume Ocidental, o ponto cardeal de referência não é o norte, mas o leste ("pwel"), o lado de onde o sol nasce e para o qual os mapuches olham quando rezam para divindades e ancestrais. Além disso, a ordem de nomenclatura usual é sentido anti-horário: Pwel (leste), Pikun (norte), Lafken (oeste) e Willi ( Sul). Este sentido também se aplica a outras situações. De acordo com a visão de mundo Mapuche, os nomes de vários territórios que eles habitaram são:

### Puel Mapu
O Puel Mapu é hoje parte da Argentina, aqueles que habitam esta área são puelche ("Oriental", no sentido posicional, não os históricos puelches), estende-se entre os rios Cuarto e Diamante, ao norte, até os rios Limay e río Negro a sul, tendo como limite oriental o río Salado (ou por volta de 1750 a linha dos fortes e vilas de San Nicolás de los Arroyos, San Antonio de Areco, Luján e Merlo) e o Ka Füta Lafken (Oceano Atlântico) e a oeste, a Cordilheira dos Andes.

### Pikun Mapu
Os limites aproximados foram dados pelo Rio Limarí ao norte, o Rio Biobío ao sul, a cordilheira dos Andes ao leste e o Oceano Pacífico ao oeste. A área do rio Limarí ao rio Maule foi integrada em um ponto de sua história ao Tawantinsuyu e também foi colonizada pelos conquistadores espanhóis mais tarde.

### Lafken Mapu
Lafken Mapu é a área costeira do Pacífico com uma população Mapuche, "lafkenches". Abrange desde Tirúa até província de Osorno.

### Willi Mapu
Com base nas regiões de Los Ríos e Los Lagos (Chile). Entre o Rio Toltén e o Rio Reloncaví. Willi Mapu (terra do sul): Os povos originários que habitam a área são os huilliches ou povos do sul, entre o rio Toltén, o estreito de Reloncaví e Chiloé.

## Controvérsia sobre a utilização do termo
O termo Wallmapu, em oposição ao termo Araucanía (que tem sido tradicionalmente utilizado pela historiografia para descrever uma parte do território habitado pelas tribos Mapuche), não é aceite por toda a historiografia ou discurso político no Chile e na Argentina, pelo que o seu uso está ligado a uma posição indigenista na história.
O governo de Gabriel Boric no Chile é o primeiro no país a utilizar o termo em declarações, o que não ficou sem contestação por parte da oposição.
O conceito de Wallmapu é frequentemente utilizado em referência a uma "nação e país Mapuche independente", sendo desde o seu início uma posição claramente separatista em relação ao estado chileno e argentino. No entanto, em termos estritos e no uso quotidiano e filosófico, Wallmapu foi também definida como "Universo".